# 佐野保房
佐野 保房（さの やすふさ、1899年3月25日 - 1980年12月12日）は東京都世田谷区長。

## 来歴・人物

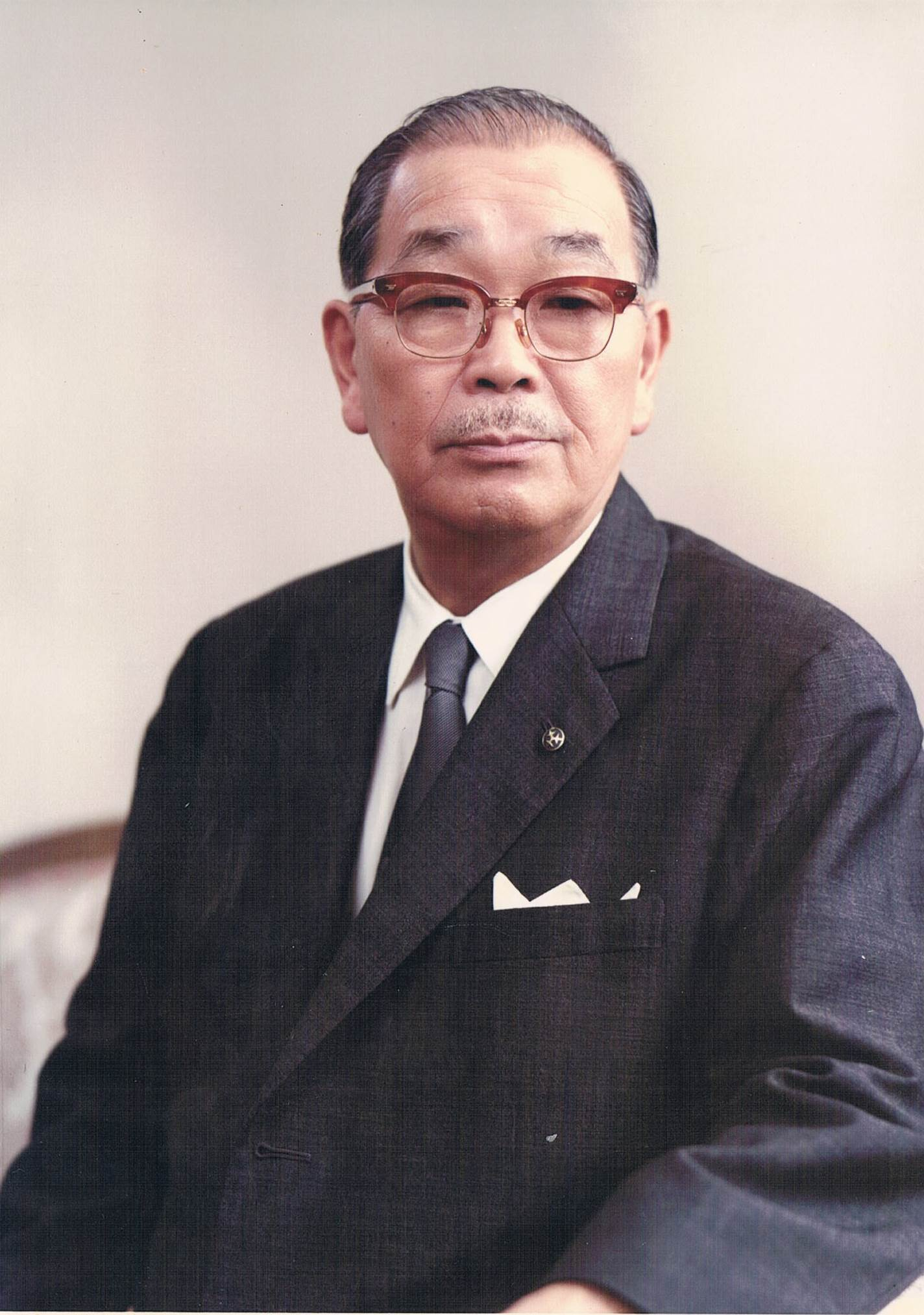
1969年撮影の佐野保房

山梨県(南巨摩郡身延町常葉竹之島)生まれ。中央大学法学部卒。1927年弁護士として活動を始めた。1932年世田谷区会議員、1947年都議会議員、都選管委員長、笹塚館社長、公明選挙連盟評議員、選挙制度調査会委員を経て、1959年から1975年まで世田谷区長(4期)。1966年から1968年まで特別区区長会会長も務めた。1980年12月12日、肺梗塞のため81歳で死去。墓所は世田谷区慈眼寺。